# Parti unifiant les Samoa
 (mai 2025).
Le Parti unifiant les Samoa (en samoan, Samoa Ua Potopoto ; en anglais, Samoa Uniting Party) est un parti politique aux Samoa, fondé en mai 2025 par la Première ministre en exercice Fiame Naomi Mata'afa.

## Histoire
Le parti FAST, parti de centre-droit conservateur chrétien fondé par Laauli Leuatea Polataivao mais mené par Naomi Mata'afa, remporte les élections législatives samoanes de 2021, ce qui constitue la première alternance politique aux Samoa depuis près de quarante ans. En janvier 2025, la Première ministre limoge Leuatea Polataivao du gouvernement en raison de son inculpation pour faux, harcèlement, diffamation et entrave à la justice. Exclu du gouvernement, il demeure néanmoins président du parti FAST, et fait exclure la Première ministre du parti, puis provoque la chute de son gouvernement en se joignant à l'opposition pour rejeter le budget du gouvernement Mata'afa au Parlement. La destitution du gouvernement entraîne des élections législatives anticipées, et en vue de ces élections Naomi Mata'afa et ses partisans fondent officiellement le Parti unifiant les Samoa le 30 mai 2025. 